# Neckeropsis
Neckeropsis là một chi thực vật thuộc họ Neckeraceae. Chi này có các loài sau (tuy nhiên danh sách này có thể chưa đủ):
- Neckeropsis pocsii, Enroth & Magill